# Фьодор II
Фьодор II Борисович Годунов (на руски: Фё́дор II Бори́сович Годуно́в) е цар на Русия, най-кратко управлявалият в историята на страната – от 13 април до 1 юни 1605 година.

## Произход и ранни години
Според различни източници Фьодор II е роден през 1589 или 1587 година. Той е син на Борис Годунов и Мария Григориевна, дъщеря на Малюта Скуратов. По време на раждането на Фьодор Борисович баща му управлява като регент от името на Фьодор I, а през 1598 г. го наследява като цар. Фьодор Годунов е подготвян за негов наследник, получава добро образование и от ранна възраст се включва в политическия и обществен живот.

## Цар на Русия
Фьодор II наследява престола след внезапната смърт на Борис Годунов през 1605 г. Това става в момент, когато Лъжедмитрий I, претендент за трона, обявяващ се за син на Иван IV Грозни, настъпва към Москва. На 17 април изпратеният срещу Лъжедмитрий военачалник Пьотр Басманов преминава на негова страна. На 1 юни в Москва започват бунтове, като Фьодор II и семейството му са арестувани, а Лъжедмитрий заема трона. Малко по-късно сваленият цар и майка му са удушени.